# Réseau d'égouts de Cologne
 (octobre 2018).

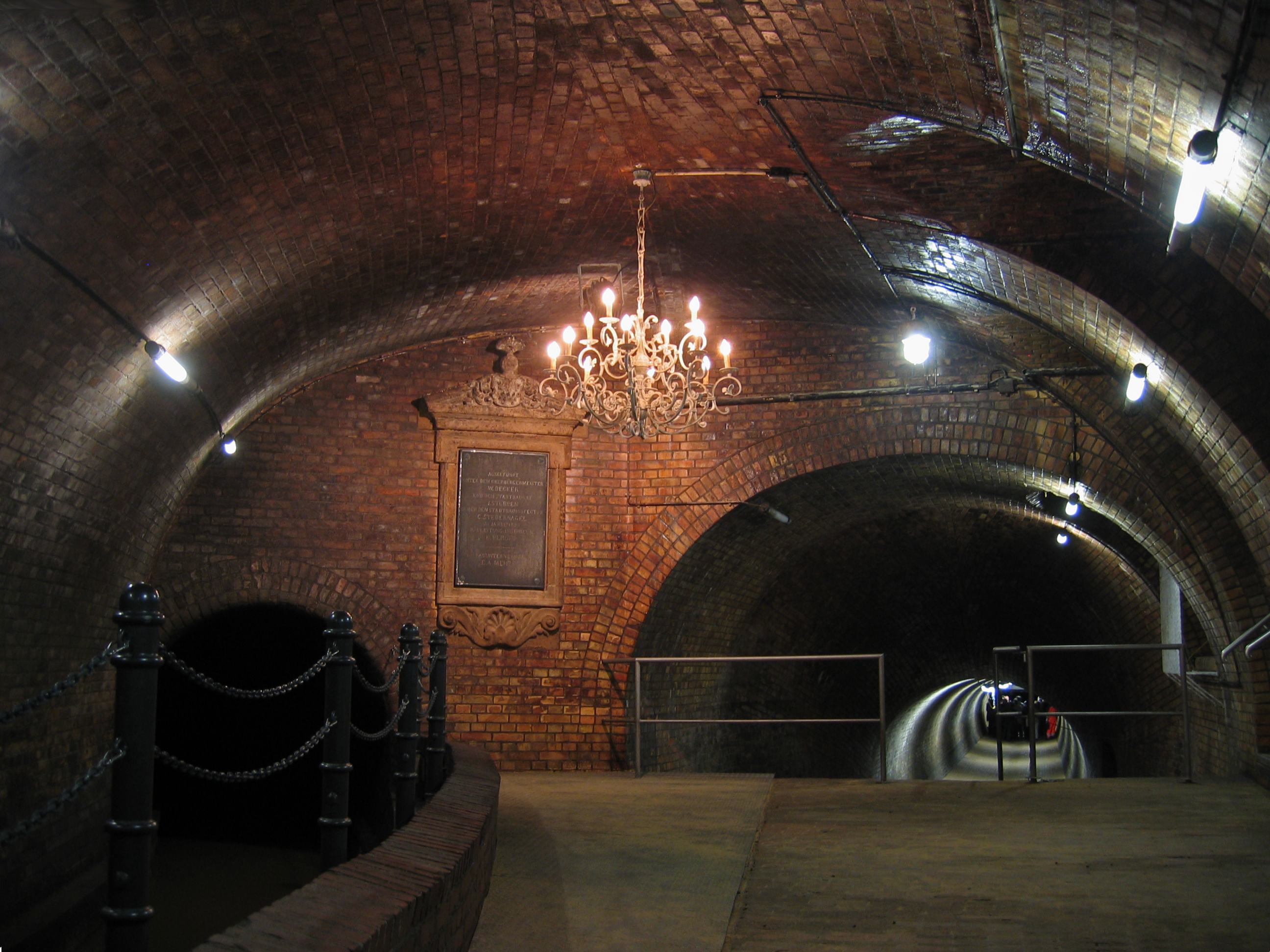
Salle aux chandeliers.

Le réseau d'égouts de Cologne fait partie de l'infrastructure d'approvisionnement en eau desservant la ville de Cologne, en Allemagne.
Construit à l'origine par l'Empire romain au Ier siècle, le réseau d'égout de la ville a été modernisé à la fin du XIXe siècle.
Des parties du réseau souterrain sont ouvertes aux visites publiques et une zone, surnommé le Kronleuchtersaal (« Salle aux chandeliers ») accueille des spectacles de jazz et de musique classique.